# Moyoco Anno
Moyoco Anno (安野モヨコ, Anno Moyoko, nascuda el 26 de març de 1971) és una mangaka japonesa i una escriptora de moda, amb nombrosos llibres publicats en ambdues categories. Els seus mangues i llibres han assolit gran popularitat entre les dones joves al Japó. Encara que escriu principalment mangues del gènere Josei, la seua sèrie més popular, Sugar Sugar Rune (serialitzada en Nakayoshi), està dirigida a les nenes en edat escolar de primària. En una recent enquesta Oricon, fou votada com la número vuit en les mangakes més populars en les dones i joves a la categoria general. El seu manga Happy Mania fou convertit en sèrie de televisió en 1998. De Hataraki Man també es va fer sèrie d'anime i televisió el 2007. Sakuran fou feta llargmetratge el 2006.
Moyoco està casada amb el famós director d'anime Hideaki Anno.
Els seus treball inclouen:
- Flowers & Bees (花とみつばち hana to mitsubachi)
- Happy Mania
- Hataraki Man
- Sakuran
- Sugar Sugar Rune
- Jelly Beans (manga) (ジェリービーンズ jerī bīnzu)
- Love Master X (ラブマスターX rabu masutā x)
- Angelic House (エンジェリック・ハウス enjerikku・hausu)
- In The Clothes Named Fat (脂肪という名の服 shibō toiu na no fuku)
- Baby G (ベイビーG　beibī G)
- Tundra Blue Ice (ツンドラブルーアイス Tsundora Burū Aisu)
- Chō Kanden Shōjo Mona (超感電少女モナ)
- Kantoku Fuyuki Todoki (監督不行届 Kantoku Fuyuki Todoki)
- Moonlight Himejion (月光ヒメジオン Moonlight Himejion)

Moyoco Anno està actualment treballant en un nou volum dels llibres Sugar Sugar Rune cada sis mesos o similar.
En la pel·lícula Japan Sinks, va tenir un paper de cameo al costat del seu marit, els seus personatges també es va casar. La pel·lícula fou dirigida per Shinji Higuchi, que, igual que el seu marit, és el cofundador de Gainax.
El mangaka Kō Kojima (creador de Sennin Buraku) és el seu oncle.
Guanyà el 29è Premi de Manga Kodansha per a manga de xiquets el 2005 amb Sugar Sugar Rune.